# Saint-Marceau (Ardenne)
Saint-Marceau è un comune francese di 386 abitanti situato nel dipartimento delle Ardenne nella regione del Grand Est.

## Società

### Evoluzione demografica
Abitanti censiti